# Anneau de Mercure
L'anneau de Mercure est un disque de poussières circumsolaire situé au niveau de l'orbite de Mercure. Son existence a été découverte en 2018. Il mesure environ 15 millions de kilomètres de large. C'est le troisième anneau de ce genre connu dans le système solaire, après celui de la Terre et celui de Vénus.

## Découverte
L'anneau est découvert par hasard alors que Guillermo Stenborg et Russell Howard, du Naval Research Laboratory, cherchent à mettre en évidence une zone libre de poussières à proximité du Soleil à partir de données des instruments HI-1 des sondes STEREO obtenues entre décembre 2007 et mars 2014. La découverte est publiée en novembre 2018.

## Caractéristiques
Cet anneau est situé sur l'orbite de Mercure et mesure environ 15 millions de kilomètres de large. Il correspond à une surdensité de 3 à 5 % par rapport à la poussière du nuage zodiacal.